# Dietrich I. von Meißen
Dietrich I., auch Theoderich († um 1040) war von 1024 bis 1040 Bischof von Meißen.
Dietrich I. wurde vom Magdeburger Metropoliten Humfried zum Bischof geweiht. Er war der Stifter der St.-Afra-Kirche. Er nahm an der von Konrad II. 1027 einberufenen Synode von Frankfurt teil von der Wolfhere von Hildesheim berichtete. Meißen und die Lausitz wurden zum Kriegsschauplatz zwischen dem Kaiser und Mieszko II. Lambert. Der Kaiser zerstörte Tempel und „Götzen“ der Wenden und schloss jene, die sich nicht zum christlichen Glauben bekennen wollten, von privilegierten Stellungen aus. Dietrich starb entweder Ende 1039 oder in der ersten Hälfte des Jahres 1040. Er wurde im Meißner Dom bestattet, sein Grabmal ist nicht erhalten geblieben.